# Chrysler 300
Chrysler 300 este un automobil de dimensiuni mari (apropiate de cele ale mașinilor de lux) fabricat și comercializat de compania FCA SUA (și de companiile predecesoare), cu tracțiune pe roțile din spate și cu motorul amplasat în partea frontală. Acest model a fost comercializat sub variantele sedan cu patru uși și break în prima generație (2005-2010) și numai sub varianta sedan cu patru uși în cea de-a doua și actuala generație (2011-prezent). A doua generație a modelului 300 a fost comercializată sub numele Chrysler 300C în Marea Britanie și Irlanda și sub numele Lancia Thema în restul Europei.

## Galerie foto

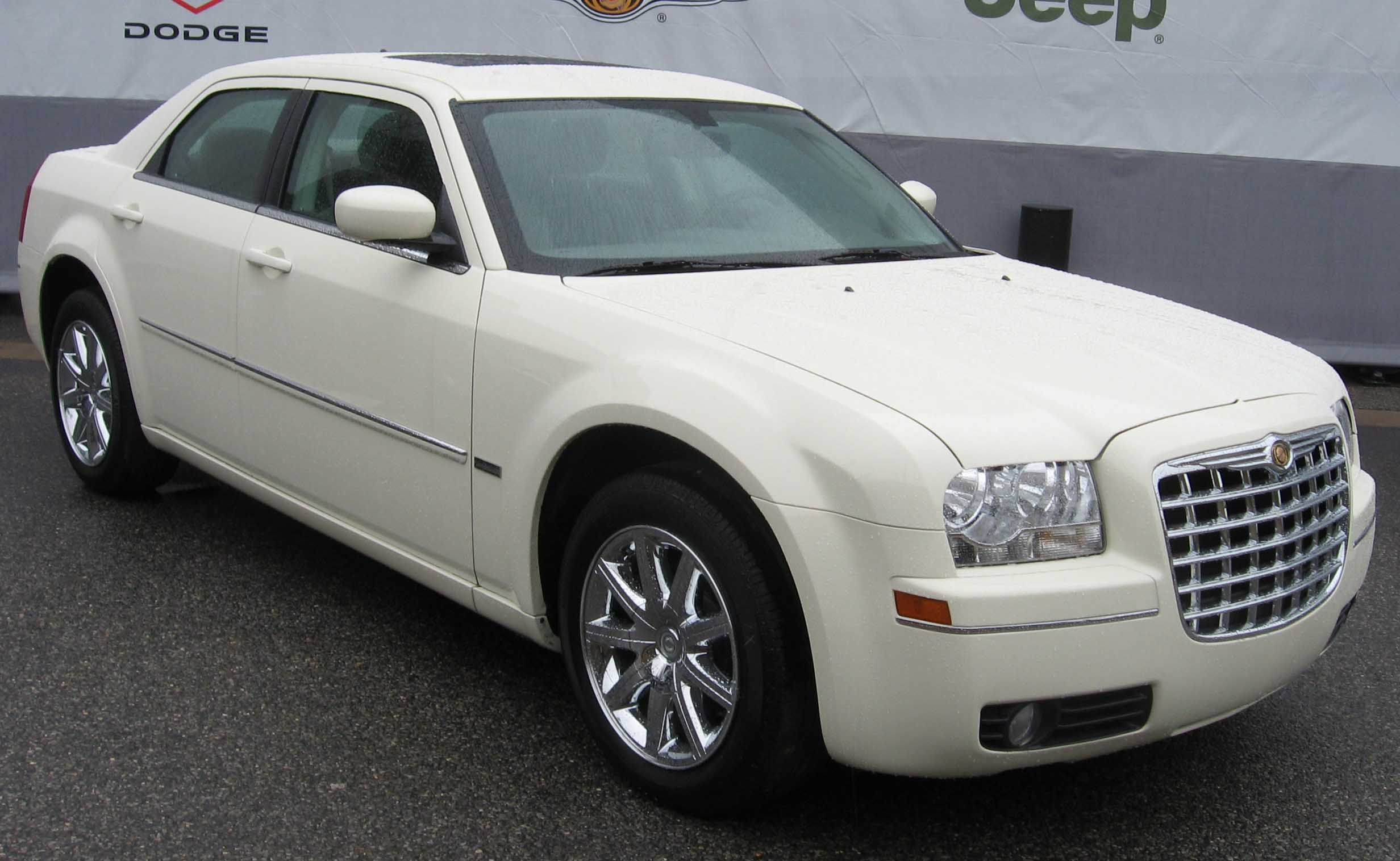
Model Chrysler 300 din 2008
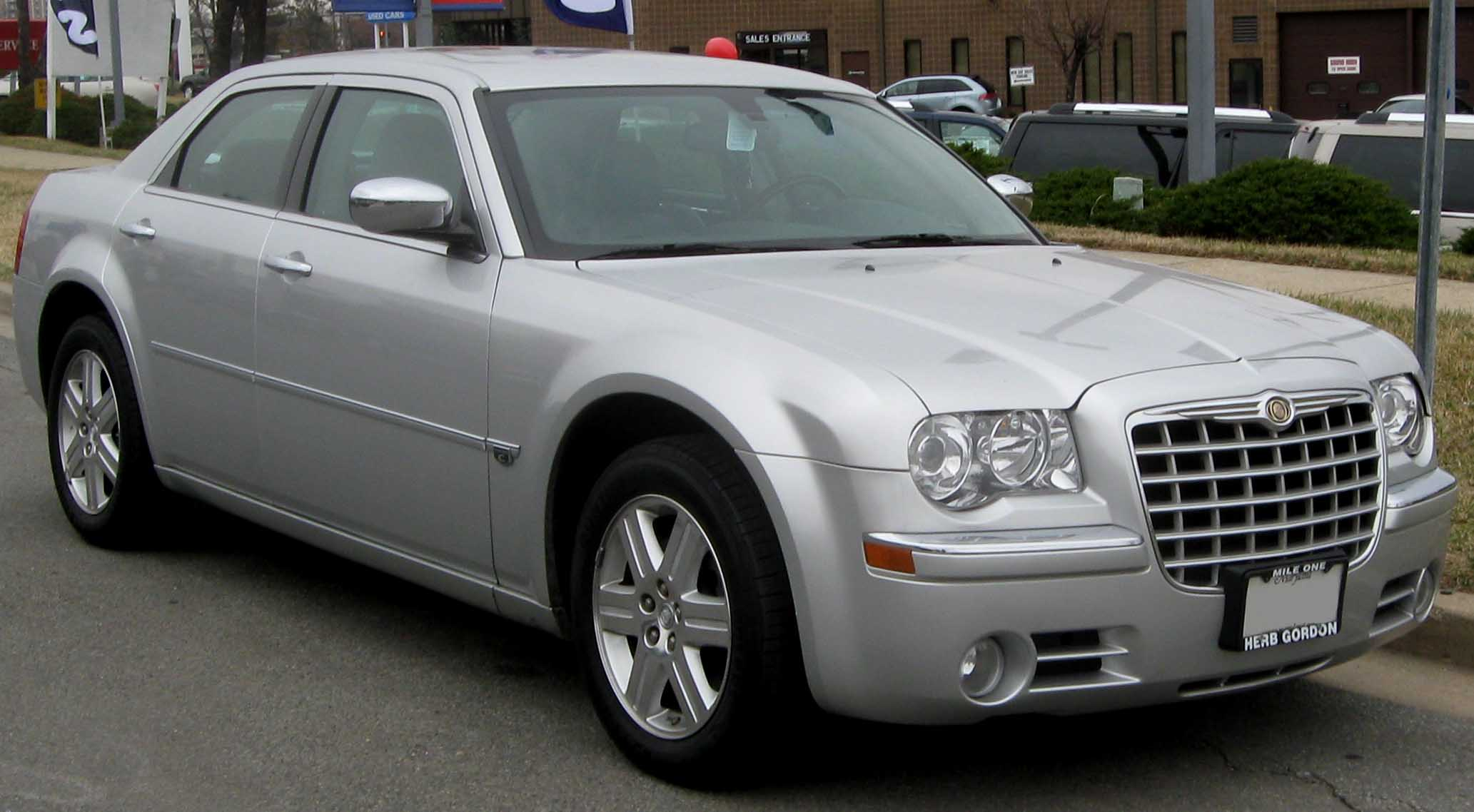
Model Chrysler 300C
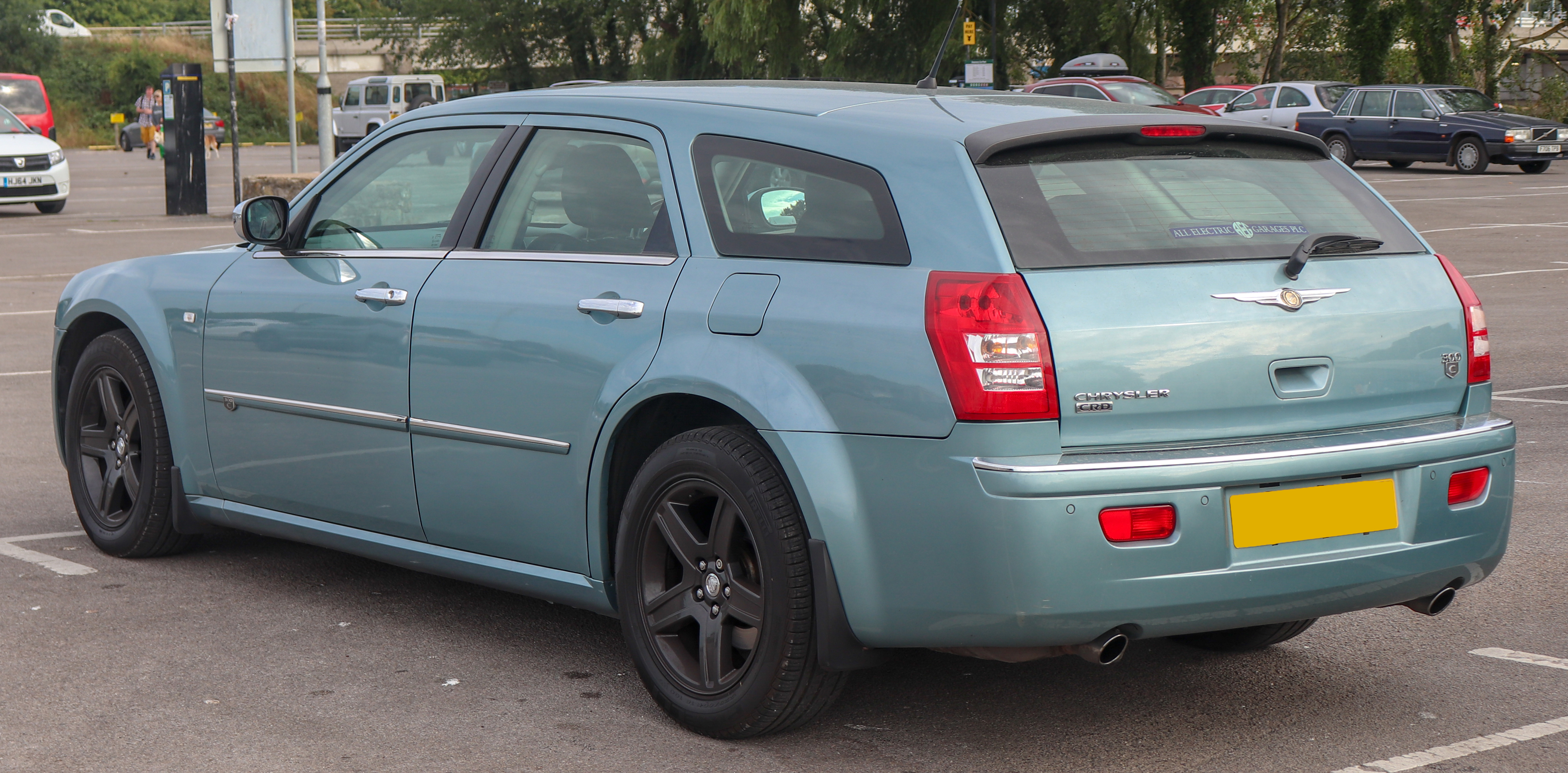
Model Chrysler 300C Touring din 2010